# Асланов, Пирмагомед Пирмагомедович
Пирмагомед Пирмагомедович Асланов (21 марта 1944 — 8 февраля 2020) — табасаранский поэт, переводчик произведений русских и дагестанских поэтов. Ряд его стихотворений переложены на музыку и вошли как в народный, так и в профессиональный репертуар. Переводы на русский язык публиковались в «Литературной газете», «Дружбе народов» и ряде других изданий.

## Биография
Пирмагомед Пирмагомедович Асланов родился 21 марта 1944 года в селении Хурик Дагестанской АССР. Окончил Дагестанский медицинский институт, на 2019 год был главным специалистом Дагестанского регионального отделения Фонда социального страхования.

## Поэтические сборники
Первые стихотворения Пирмагомеда Асланова были опубликованы в 1964 году в районной газете «Табасарандин нурар». В предисловии к выставке 2014 года по поводу его 70-летия говорится: «Если табасаранцы — один из самых маленьких народов Дагестана, то Пирмагомед Асланов — один из самых больших его поэтов». Отдельными сборниками стихотворений издавались:
- Преданность (1981)
- Ожидание (1985)
- Зов матери (1987)
- Негасимая заря (1989)
- Время (1992).

В 1991 году издательством «Современник» издан в переводе на русский язык его поэтический сборник «Чётки».